# 达尔本丁机场
达尔本丁机场是巴基斯坦俾路支省达尔本丁的一座小型机场，每周有两架客机降落，主要服务国内民众。 

## 历史
美国海军陆战队曾使用该机场作为起点，对阿富汗进行军事行动。